# 486
486（四百八十六、よんひゃくはちじゅうろく）は自然数、また整数において、485の次で487の前の数である。

## 性質
- 486は合成数であり、約数は1, 2, 3, 6, 9, 18, 27, 54, 81, 162, 243, 486である。
  - 約数の和は1092。
  - 117番目の過剰数である。1つ前は480、次は490。
- 127番目のハーシャッド数である。1つ前は481、次は500。
  - 18を基とする6番目のハーシャッド数である。1つ前は468、次は558。
- 486 = 2 × 35
  - 2つの異なる素因数の積で p 5 × q の形で表せる6番目の数である。1つ前は416、次は544。(オンライン整数列大辞典の数列 A178740)
  - 2i × 3 j (i ≧ 1, j ≧ 1) の形で表せる19番目の数である。1つ前は432、次は576。(オンライン整数列大辞典の数列 A033845)
  - n = 5 のときの 2 × 3n の値とみたとき1つ前は162、次は1458。(オンライン整数列大辞典の数列 A008776)
  - n = 3 のときの 2 × n 5 の値とみたとき1つ前は2、次は2048。
- 486 = 6 × 92
  - n = 9 のときの 6 × n 2 の値とみたとき1つ前は384、次は600。(オンライン整数列大辞典の数列 A033581)
- 486 = 12 + 142 + 172 = 22 + 112 + 192 = 32 + 62 + 212 = 52 + 102 + 192 = 112 + 132 + 142
  - 異なる3つの平方数の和5通りで表せる17番目の数である。1つ前は474、次は525。(オンライン整数列大辞典の数列 A025343)
- 486 = 33 + 33 + 63 + 63
  - 4つの正の数の立方数の和で表せる121番目の数である。1つ前は484、次は493。(オンライン整数列大辞典の数列 A003327)
- 各位の和が18になる14番目の数である。1つ前は477、次は495。

## その他 486 に関連すること
- 西暦486年
- 紀元前486年
- インテル486
  - 486SX - インテル486の改称後の名称。
  - Intel486 DX2 - 1992年発売のX86アーキテクチャのマイクロプロセッサ。DX2の略称で知られる。
- 486世代
- 土合駅は、地上の駅舎から下りホームまでの階段の総段数が486段。
- 486段は、村松崇継による映画『クライマーズ・ハイ』の劇伴。上記の土合駅の階段数にちなむ。
- イギリス国鉄485形・486形電車
- グリーゼ486
- グリーゼ486b
- Am486